# 儀隴文廟
儀隴文廟位於四川省南充市儀隴縣，文物遺址年代判定為清。2012年7月16日公佈為第八批四川省文物保護單位。
儀隴文廟位於四川省南充市儀隴縣金城鎮竹溪街，座西北向東南，建於清康熙二十三年（1684）。由泮池（泮橋）、大成門、東西廡、拜台、大成殿、崇聖祠組成。第一級是泮池（泮橋），上10步石梯進入第二級，第二級由大成門、東西克和拜台組成，占地面積1250平方公尺。第三級是主體建築大成殿，占地面積164.75平方公尺，石砌須彌座台基，重簷歇山式屋頂，小青瓦屋面。第四級崇聖祠，石砌台基高0.8公尺，占地面積354平方公尺。儀隴文廟建築完整，代表了四川東北部地區建築風格的另一特色。1983年，儀隴文廟被南充市儀隴縣人民政府公佈為縣級文物保護單位。